# Stenoonops petrunkevitchi
Stenoonops petrunkevitchi är en spindelart som beskrevs av Arthur M. Chickering 1951. Stenoonops petrunkevitchi ingår i släktet Stenoonops och familjen dansspindlar.
Artens utbredningsområde är Panama. Inga underarter finns listade i Catalogue of Life.